# Bur Dubaj

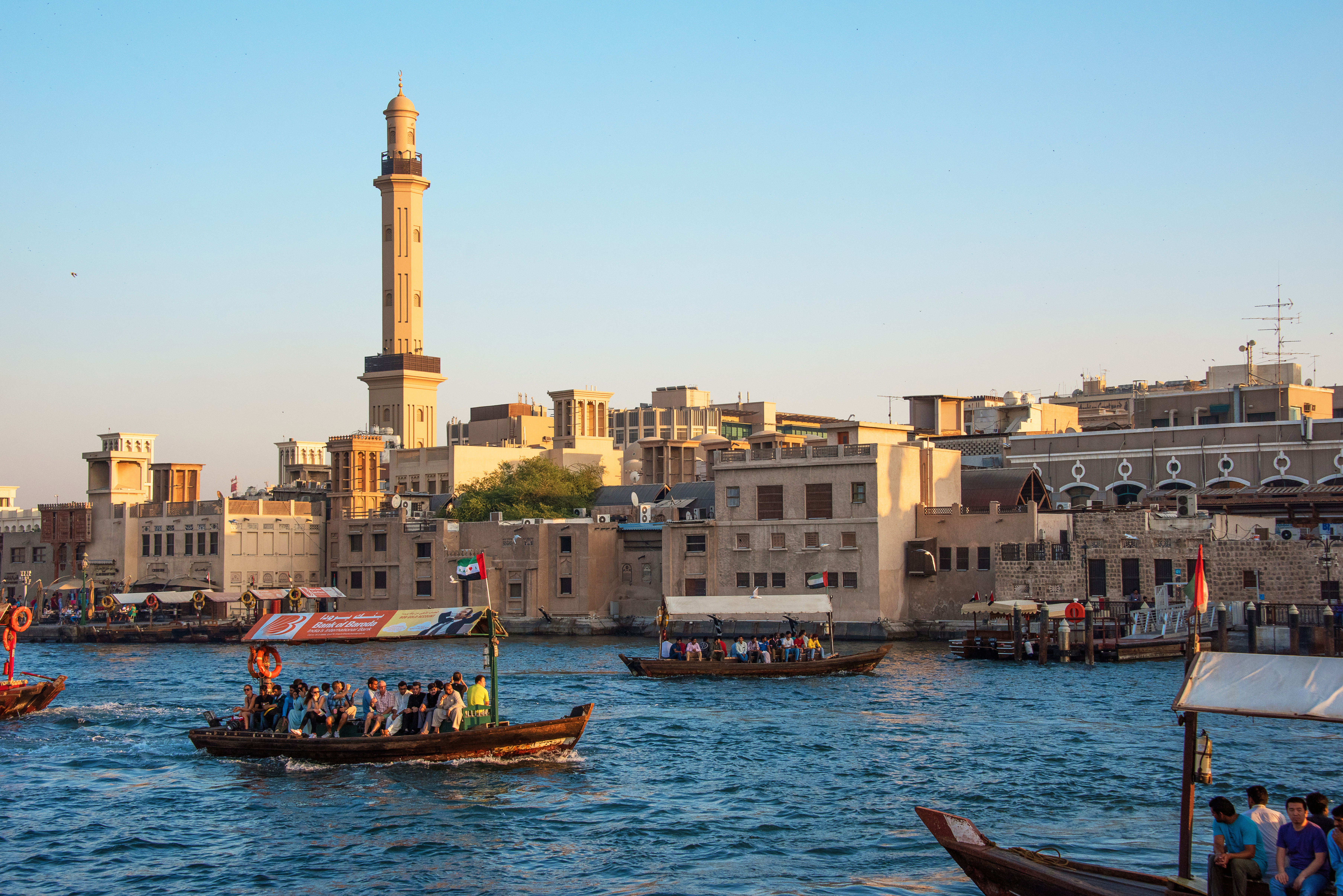
Łódki w Bur Dubaj

Bur Dubaj (Port Dubajski) – historyczna dzielnica w Dubaju w Zjednoczonych Emiratach Arabskich. Jest to popularne miejsce wśród turystów.